# رامي كعيب
رامي كعب (من مواليد 8 مايو 1997) هو لاعب كرة قدم تونسي محترف يلعب كظهير أيسر لنادي إس سي هيرنفين الهولندي. ولد كعب في السويد وله تراث تونسي. مثّل بلده دوليًا في مستوى أقل من 19 عامًا، قبل أن يتم استدعاؤه للمنتخب الوطني التونسي في عام 2022.